# EVRY
EVRY var ett nordiskt IT-tjänsteföretag. Företaget var baserat på fusionen av Norges två största IT-bolag, EDB och ErgoGroup, och det svenska IT-bolaget Systeam. Sammanslagningen ägde rum 2010 och namnet på det nya företaget blev EDB ErgoGroup. Den 17 mars 2012 lanserade företaget det nya namnet EVRY. Sedan 2019 är bolaget en del av Tietoevry.
EVRY hade cirka 9 400 medarbetare fördelat på 135 kontor i 16 länder och en omsättning på 13 miljarder norska kronor. Företaget erbjöd olika IT-tjänster, och har till exempel leveranser inom drift, konsulttjänster och rådgivning. EVRY hade stora kundgrupper inom bank och finanssektorn, lokala myndigheter och statlig sektor, hälsa, olja och gas samt process- och tillverkningsindustri.
Huvudägare i bolaget var Lyngen Bidco AS, ett bolag som indirekt kontrolleras av private equity-fonder förvaltade av Apax Partners LLP. Lyngen Bidco var den största aktieägaren i bolaget per den 31 december 2015 med 88,0% av aktierna.

## Historik
1962 bildades Elektronisk Databehandling AS och till att börja med ägdes företaget av försäkringsbranschen i Norge. Företaget börsnoterades under namnet AS EDB år 1997 och gick samman med Telenor Programvare 1998. Telenor var en av de största aktieägarna i EDB, sedermera EVRY, fram till 2015.
1972 bildades Statens Driftssentral (SDS) som hade SSB, Televerket, vårdsektorn, Arbeidsdirektoratet och Vegdirektoratet som viktiga kunder. Posten Norge köpte SDS 1997 och detta företag bytte sedan namn till ErgoGroup AS – fortsatt med Posten Norge som ägare.
1984 grundades Systeam i Huskvarna av entreprenörerna Arne Nilsson, Claes Rosengren och Stig-Olof Simonsson. Systeam hade fokus på små och medelstora kunder inom industri och handel. 1995 etablerade företaget sig i Danmark, och 1996 i Finland. Året därpå etablerade de sig även i Norge genom förvärv av företaget Alfasoft.
Systeam förvärvades av ErgoGroup 2007.
Hösten 2010 gick EDB och ErgoGroup samman i ett bolag: EDB ErgoGroup.
I december 2019 fusionerades bolaget med finska Tieto.

## Produkter

### Primula
Primula är ett löne- och personalsystem för statliga myndigheter och landsting, och utvecklas av EVRY HR Solutions AB. Anställda kan själva registrera tjänstgöring och ledigheter och få lönespecifikation i systemet, arbetsledare kan attestera och HR-personal använda systemet för beräkning av lön, ersättningar och pensionsavsättningar.
I september 2013 tecknade svenska ekonomistyrningsverket ramavtal med EVRY HR Solutions AB, om att svenska myndigheter kan byta till Primula. Myndigheterna måste arkivera innehållet i tidigare personalsystem. De första myndigheterna övergick till Primula under hösten 2014. Statens servicecenter förvaltar personalsystem åt flera myndigheter.

## Kontroverser
SCB utkontrakterade i juni 2018 arbetskraftsundersökningarnas datainsamling på Evry:s teletjänstcentral i Solna, först 20 procent av arbetet, senare 50 procent. Efter publiceringen av arbetslöshetsstatistiken för tredje kvartalet 2019 framkom att statistiken var felaktig och att Sveriges BNP därmed måste beräknas på nytt. Enligt SCB berodde det på stora och oförklarliga avvikelser mellan rådata från underleverantören Evry och SCB:s egna datainsamling.